# Sóvé
Sóvé (szerbül Равно Село / Ravno Selo, németül Schowe) település Szerbiában, a  Vajdaságban, a Dél-bácskai körzetben, Verbász községben, Verbásztól délre.
Sóvé két település összeolvadásával jött létre, ezek Ósóvé (németül Alt-Schowe) és Újsóvé (németül Neu-Schowe). Ósóvé szerb többségű volt, a németek száma 20% körül mozgott, Újsóvé pedig tiszta német település volt. Az ósóvéi szerbek ortodox vallásúak voltak, templomuk ma is áll. A németek evangélikusok és reformátusok voltak, mindkét felekezetnek az újsóvéi részen épült fel a temploma. Ezeknek ma már nyomuk sincs, mert mindkettőt a föld színével tették egyenlővé az 1940-es évek végén, amikor deportálták innen a német lakosságot.

## Jegyzetek

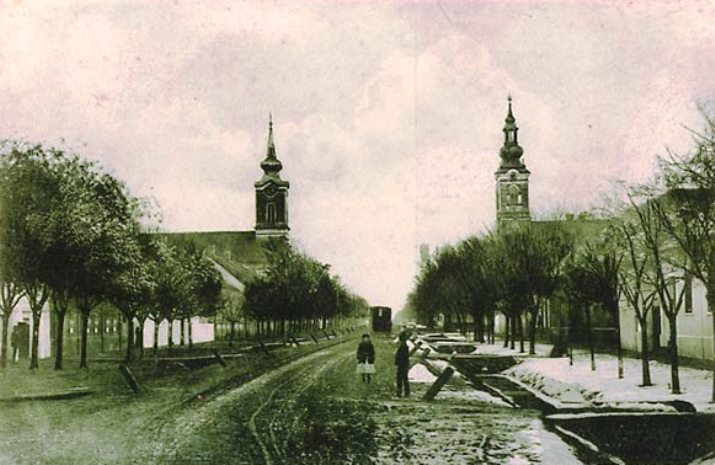
Újsóvé: A ma már nem létező református és evangélikus templomok

## Népesség

### Demográfiai változások
| 1948 | 1953 | 1961 | 1971 | 1981 | 1991 | 2002 | 2011 |
| ---- | ---- | ---- | ---- | ---- | ---- | ---- | ---- |
| 4046 | 4362 | 4378 | 3814 | 3636 | 3579 | 3478 | 3107 |